# L'Âge de glace 4 : La Dérive des continents
Pour les articles homonymes, voir Âge de glace (homonymie).
Série L'Âge de glace
L'Âge de glace 3 : Le Temps des dinosaures
(2009) L'Âge de glace : Les Lois de l'Univers
(2016)
Pour plus de détails, voir Fiche technique et Distribution.
L'Âge de glace 4 : La Dérive des continents ou L'ère de glace : La dérive des continents au Québec (Ice Age: Continental Drift) est un film d'animation américain réalisé par Steve Martino et Mike Thurmeier. Le scénario coécrit par l’acteur Jason Fuchs et Michael Berg (en) est basé sur une histoire originale de ce dernier et de la productrice Lori Forte. Il est sorti en 2012 comme quatrième opus de la saga L'Âge de glace.
Le film commence alors que la quête éternelle du gland de Scrat a des conséquences sur le monde. En allant le chercher au centre de la Terre, il provoque la dislocation des plaques tectoniques et la dérive des continents. Manny et ses amis sont alors séparés d'Ellie et sa fille. Ils se retrouvent à errer dans l'océan sur un morceau de glace. Dans leur périple pour retourner chez eux, ils rencontreront des pirates déterminés à les empêcher de rentrer, parmi lesquels Kira, le futur amour de Diego.

## Synopsis
Manny est un père surprotecteur de sa fille adolescente Pêche, qui veut ressembler à ses pairs, y compris à Ethan, pour qui elle a le béguin. Pendant ce temps, Sid retrouve sa famille, qui l'avait abandonné dans le premier film, et qui l'abandonne de nouveau, lui laissant sa Mémé, considérée comme un fardeau. Ignorant les interdictions de son père, Pêche, avec son ami Louis (un hérisson qui se comporte comme une taupe), va vers les chutes d'eau où ils rencontrent les jeunes gens, mais ils sont surpris par Manny qui la gronde devant tout le monde. Pêche, embarrassée mais furieuse, lui dit qu'elle voudrait qu'il ne soit pas son père. À ce moment, bien qu'Ellie lui dise que ce n'est pas la fin du monde, des secousses sismiques font s'effondrer toute la glace, séparant et éloignant Manny, Sid et Diego d'Ellie et de Pêche. Tous trois dérivent sur un iceberg flottant et, avant de se perdre de vue, Manny dit à Ellie et à Pêche d'aller à un pont voisin, où ils se retrouveront plus tard. Ellie et Pêche regroupent les animaux de la vallée pour les conduire ver le pont de pierre avant qu’ils ne se fassent écraser par la grande masse terrestre en mouvement. Pendant ce temps, après avoir réussi à survivre à une tempête et découvert qu'ils ont involontairement amené Mémé, qui dormait dans un arbre, les trois amis sont capturés par un groupe de pirates, dirigé par le Capitaine Gutt (un Gigantopithèque) et son premier officier, une tigresse à dents de sabre nommée Kira. Tous trois refusent de se joindre à l'équipage, et pour les dissuader, Gutt décide de faire subir le supplice de la planche à Mémé. Manny et Diego réussissent à se détacher, et après un combat, ils détruisent le vaisseau de glace de leur ennemi en laissant tomber à l'eau tous les pirates ainsi que leurs butins (des fruits).
Après une journée de nouvelle dérive sur un radeau de fortune avec Kira, abandonnée par l'équipage mais toujours fidèle à son capitaine, ils atteignent la crique des A-pics qui avait été mentionné par un des pirates et qui est la solution pour retrouver leurs familles. Ici, ils découvrent que les pirates complotent contre eux et ont réduit en esclavage les petits animaux, les damans, à la construction d'un nouveau navire de glace. Manny envisage de voler le navire pour rentrer et à porter secours aux damans avec l’aide des autres en liberté, une fois que Sid est en mesure de communiquer avec eux. Manny élabore un plan pendant que Diego discute avec Kira qui est enfermé dans un arbre creux. Il apprend qu’elle à déserté sa meute pour rejoindre l’équipage de Gutt mais Diego lui rétorque que ce dernier n’a pas pris la peine de la retrouver. Pendant ce temps, les animaux de la vallée font une halte pour la nuit et Pêche reçoit une invitation d’Ethan pour marcher avec son groupe mais sans Louis. Ellie, ayant entendu la conversation, conseille à sa fille de ne pas laisser les autres la définir comme eux mais celle-ci écoute à peine son conseil. 
Le lendemain, Kira réussit à s’échapper et tente d’avertir le capitaine Gutt mais ce dernier la réprimande parce qu'elle n'a pas tué Manny et menace de l’exécuter si elle échoue encore, après quoi il la destitue de son poste de premier officier pour le confier à Squint, le lapin.
De son côté, le groupe débute leur plan en attirant les pirates hors de leur navire avec un leurre de Manny pendant que ce dernier libère les esclaves et réussit à mettre la main sur le navire. Mais avant que Diego ne puisse monter, Kira l'attaque. Il parvient à la convaincre de repartir avec lui, mais elle décide d'empêcher avant tout Gutt de les atteindre et reste avec lui. Furieux, celui-ci crée un nouveau navire avec un iceberg et promet de se venger sur Manny. Au même moment, Pêche, quant à elle, marche avec Ethan et son entourage en disant qu'elle n'est pas ami avec Louis, qu'elle considère comme un « perdant ». Mais elle se fait entendre par la taupe qui, blessée, s'enfuit. La jeune mammouth réalise alors qui sont ses vrais amis et se repent de son attitude. Elle règle les comptes avec Ethan et ses copines.
Alors qu’il navigue, le groupe se fait attirer par des sirènes qui prennent la forme d'êtres chers pour les dévorer mais Manny s'en rend compte et parvient à éloigner le navire des sirènes. Les amis atteignent le pont, mais il a maintenant été détruit. Pêche et Ellie ont été capturées avec toute la population par Gutt, qui veut détruire tout ce qui est cher à Manny. Louis montre son amour pour Pêche en défiant Gutt avec beaucoup de courage. Pupuce, l'animal de compagnie de Mémé (qui était considéré d’amis imaginaire par les autres), qui les suivait depuis quelque temps, apparaît : c'est une baleine préhistorique géante (peut être un Livyatan) apprivoisée et obéissant à elle et à Sid. Avec son évent, elle éjecte les pirates par-dessus bord. Gutt, déterminé à tuer Manny et sa famille malgré la perte de son équipage, se rabat sur Ellie, à qui Pêche vient en aide. Elle étourdit Gutt en utilisant ses compétences opossum héritées d'Ellie. Gutt n'est pas vaincu : il isole Manny quand celui-ci tente de rejoindre sa famille. Autour d'eux, la roche s'effondre, ce qui provoque un glissement de terrain qui soulève Manny et Gutt. L'ultime combat se déroule sur un morceau de glace qui tourne à plein régime vers l'océan. Manny se débarrasse avec fracas de Gutt, et est sauvé de justesse par Pupuce, qui l'attrape au vol. Gutt, hagard, est attiré et dévoré par les sirènes qui les avaient suivi. Manny et sa famille sont réunis et Kira devient la compagne de Diego. Avec l'embarcation, ils atteignent tous une nouvelle terre pour commencer une nouvelle vie sur une presqu'île, Manny décide de laisser un peu de liberté à Pêche avec cependant quelques restrictions.

## Fiche technique
- Titre original : Ice Age: Continental Drift ; Ice Age 4: Continental Drift (titre alternatif)
- Titre français : L’Âge de glace 4 : La Dérive des continents
- Titre québécois : L'ère de glace : La dérive des continents
- Réalisation : Steve Martino et Mike Thurmeier
- Scénario : Michael Berg, Mike Reiss , Jason Fuchs sur une idée de Michael Berg et de Lori Forte d’après les personnages de Peter DeSève
- Storyboard : Karen Disher
- Photographie : Renato Falcão
- Montage : David Ian Salter
- Musique : John Powell
- Production : Lori Forte
- Sociétés de production : 20th Century Studios, Blue Sky Studios
- Société de distribution : 20th Century Studios
- Pays d’origine :  États-Unis
- Langue originale : anglais
- Durée : 88 minutes
- Dates de sortie :
  -  France : 27 juin 2012
  -  États-Unis : 13 juillet 2012
- Dates de sortie DVD :
  -  France : 14 novembre 2012
  -  États-Unis : 11 décembre 2012

## Distribution

### Voix originales
- Ray Romano : Manny
- John Leguizamo : Sid
- Denis Leary : Diego
- Seann William Scott : Crash
- Josh Peck : Eddie
- Peter Dinklage : Le capitaine Gutt
- Wanda Sykes : Mémé
- Jennifer Lopez : Kira
- Queen Latifah : Ellie
- Keke Palmer : Pêche
- Josh Gad : Louis
- Nick Frost : Flynn
- Aziz Ansari : Squint
- Drake : Ethan
- Nicki Minaj : Steffie
- Kunal Nayyar : Gupta
- Rebel Wilson : Raz
- Chris Wedge : Scrat
- Alain Chabat : Silas
- Ben Gleib (en) : Marshall
- Alan Tudyk : Milton, le père de Sid
- Heather Morris : Marlenne
- Deon Cole : Tonton Fungus, l'oncle de Sid
- Patrick Stewart : Ariscratle
- Karen Disher : Scratina  [Note 1].
- Selenis Leyva : Voix additionnelles
- Simon Pegg : Buck [Note 2].

Galerie photo des acteurs
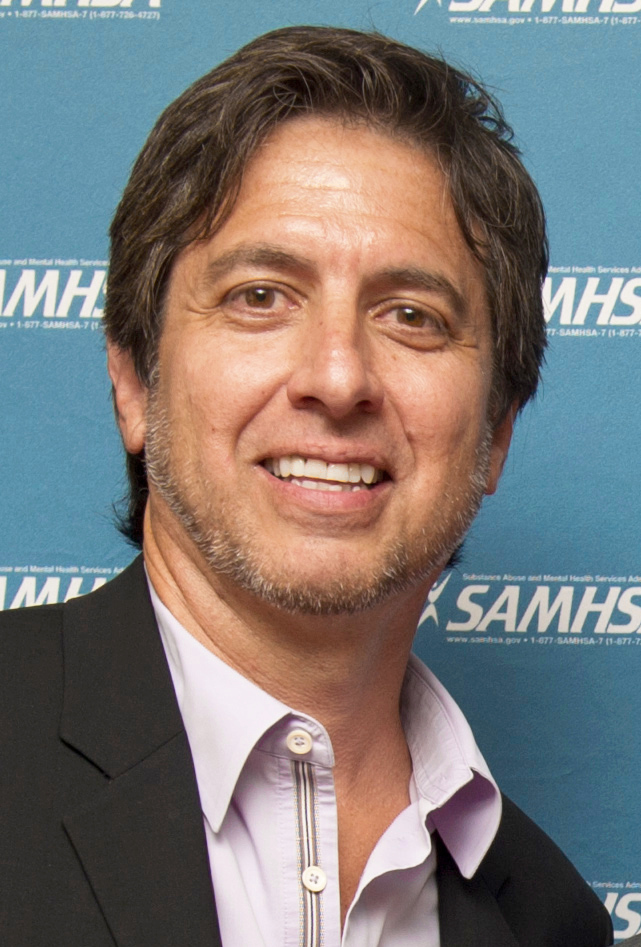
Ray Romano
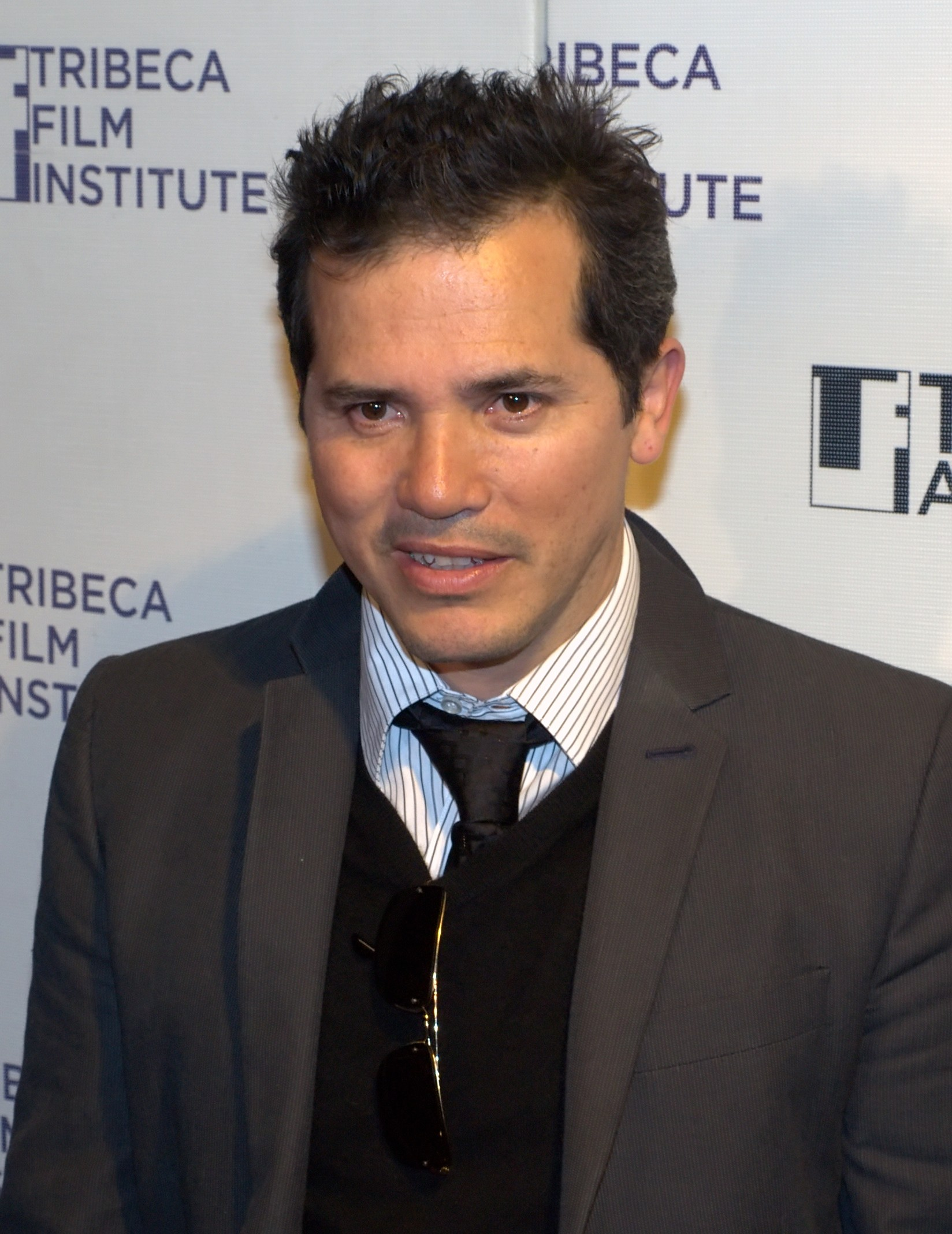
John Leguizamo
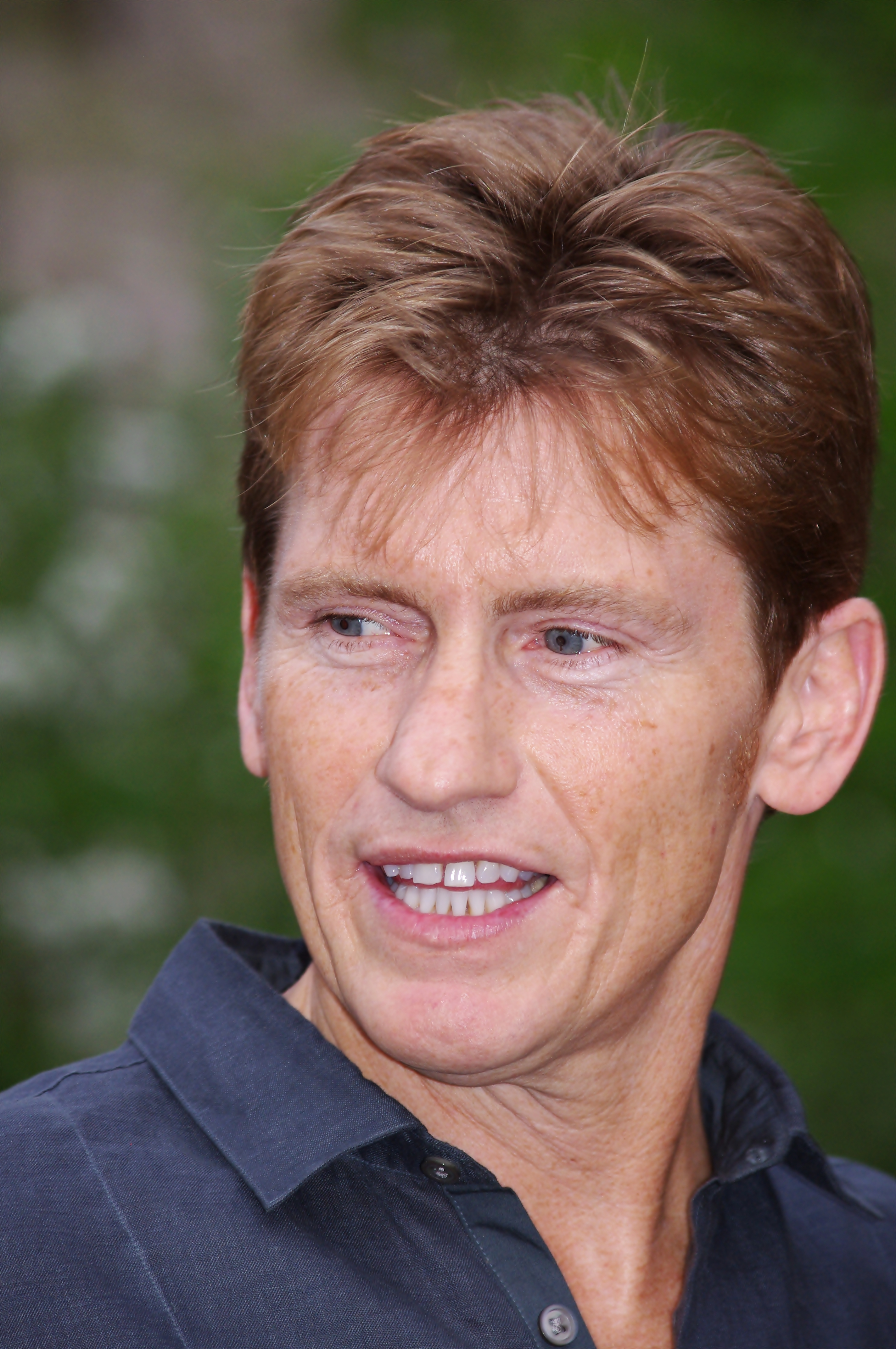
Denis Leary
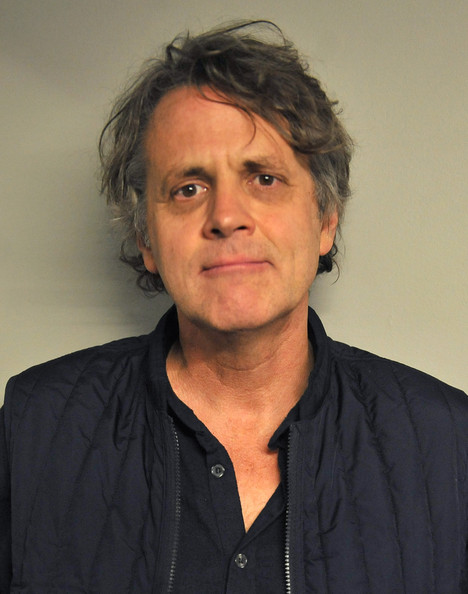
Chris Wedge
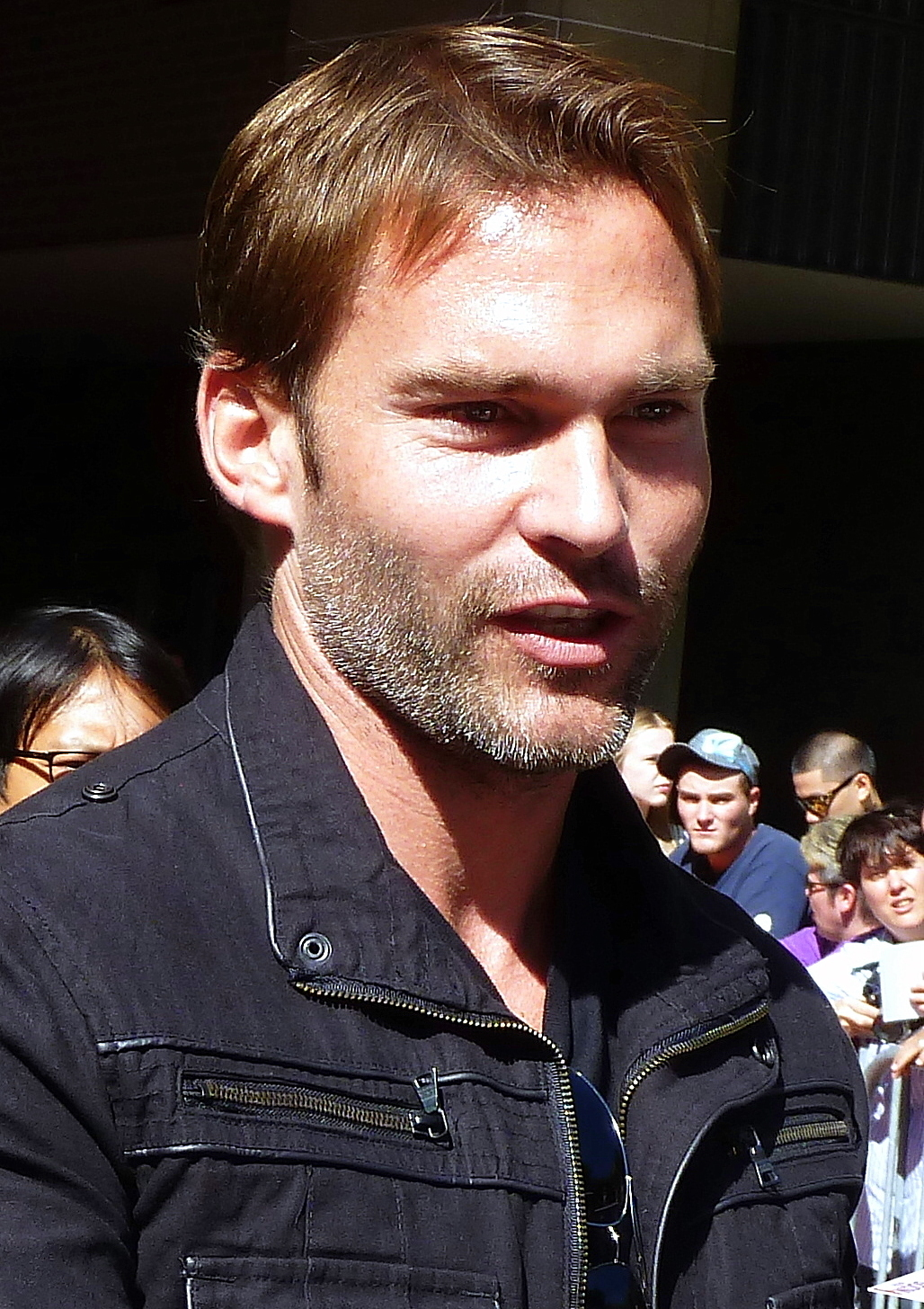
Seann William Scott
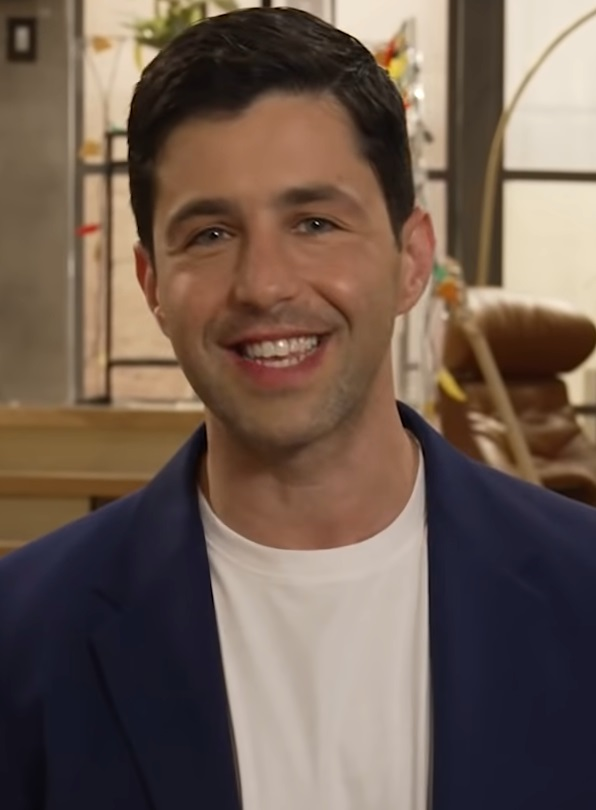
Josh Peck
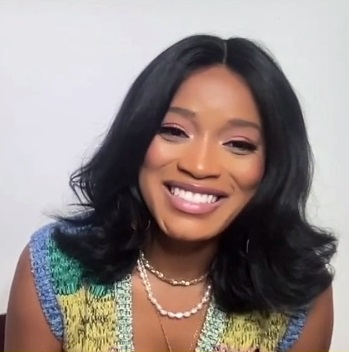
Keke Palmer
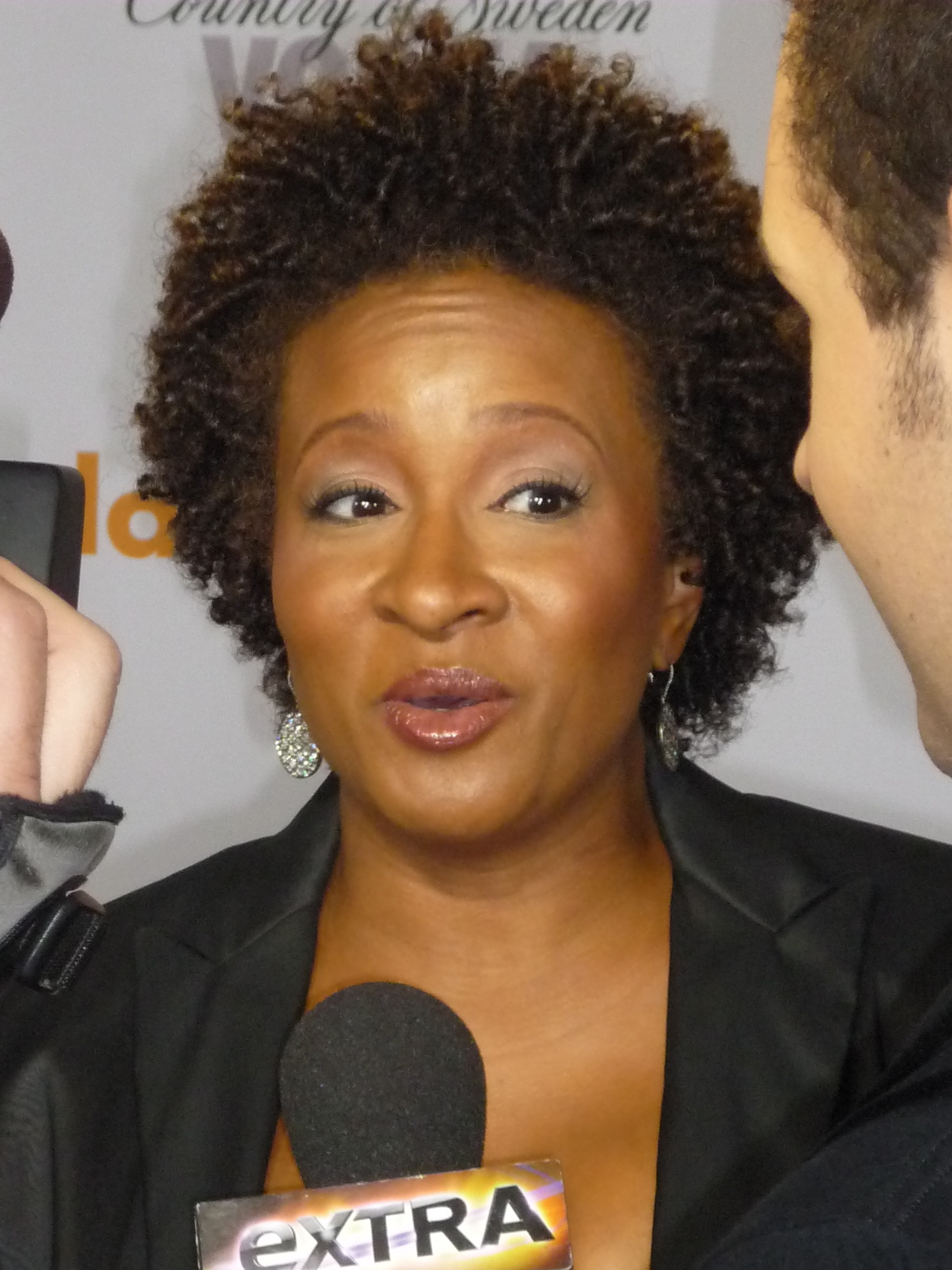
Wanda Sykes
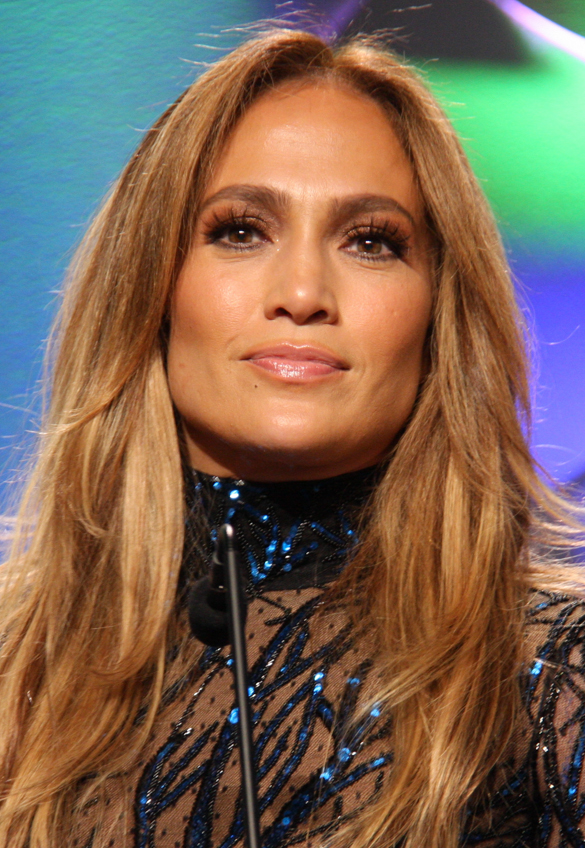
Jennifer Lopez
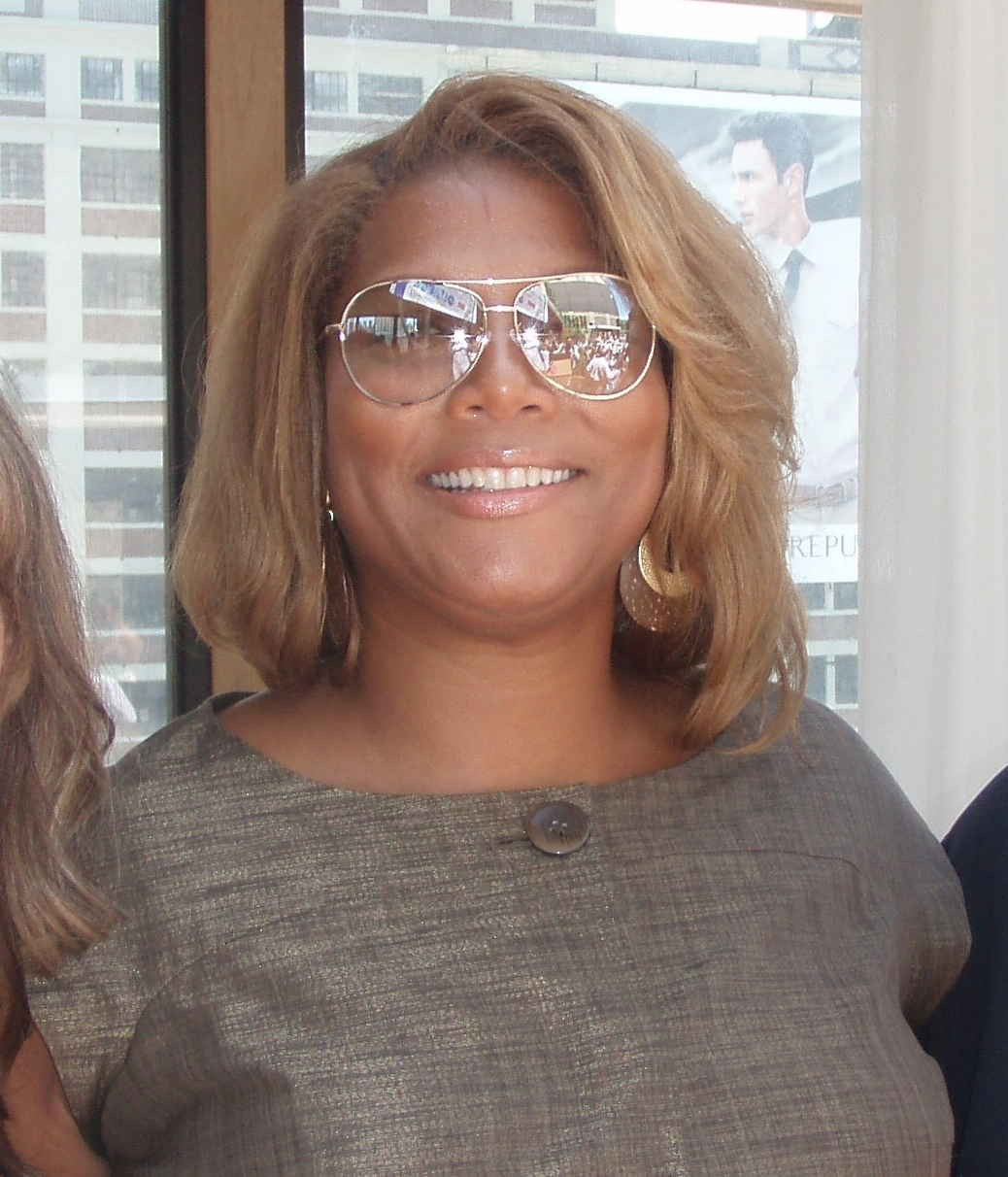
Queen Latifah
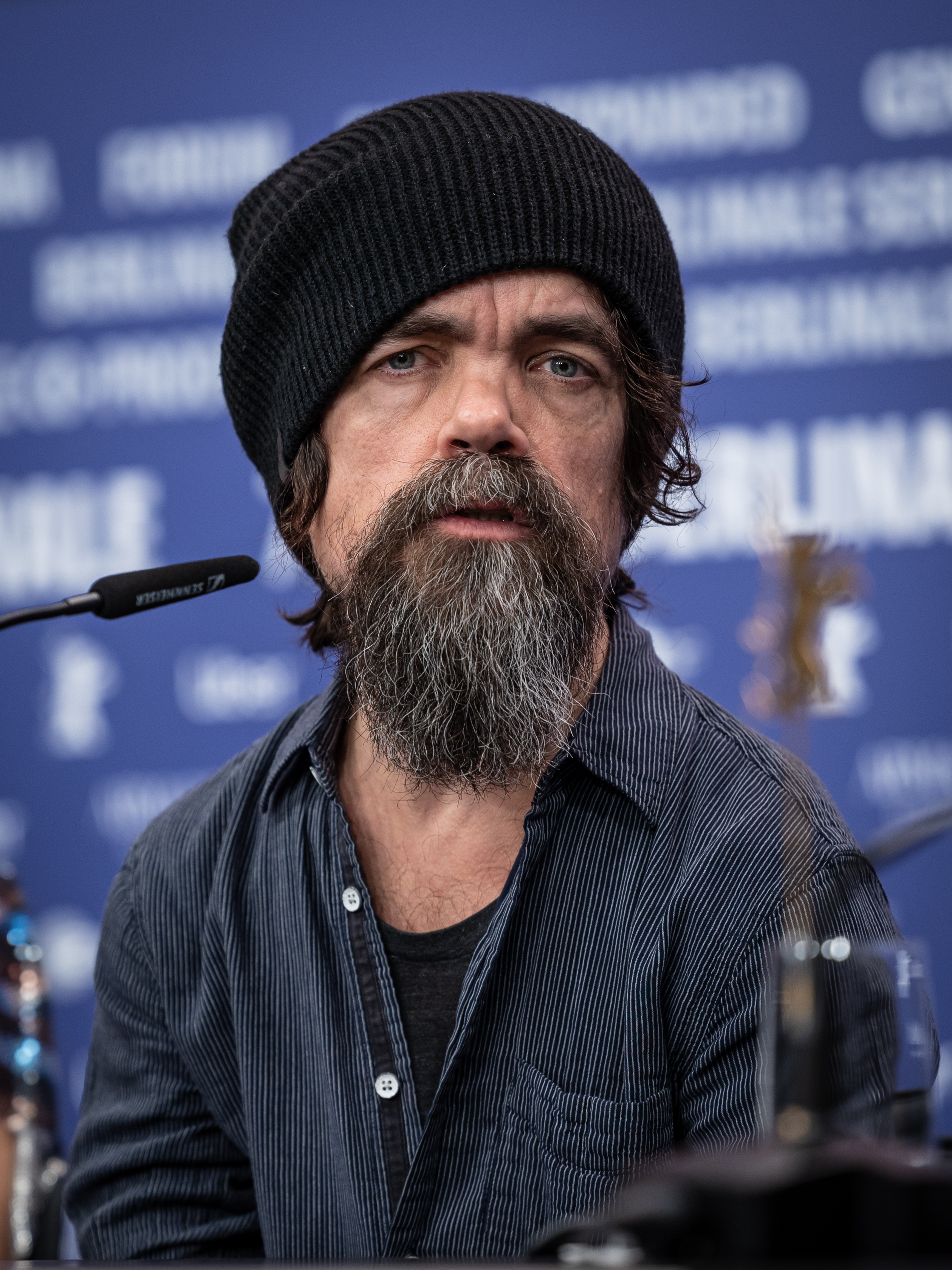
Peter Dinklage
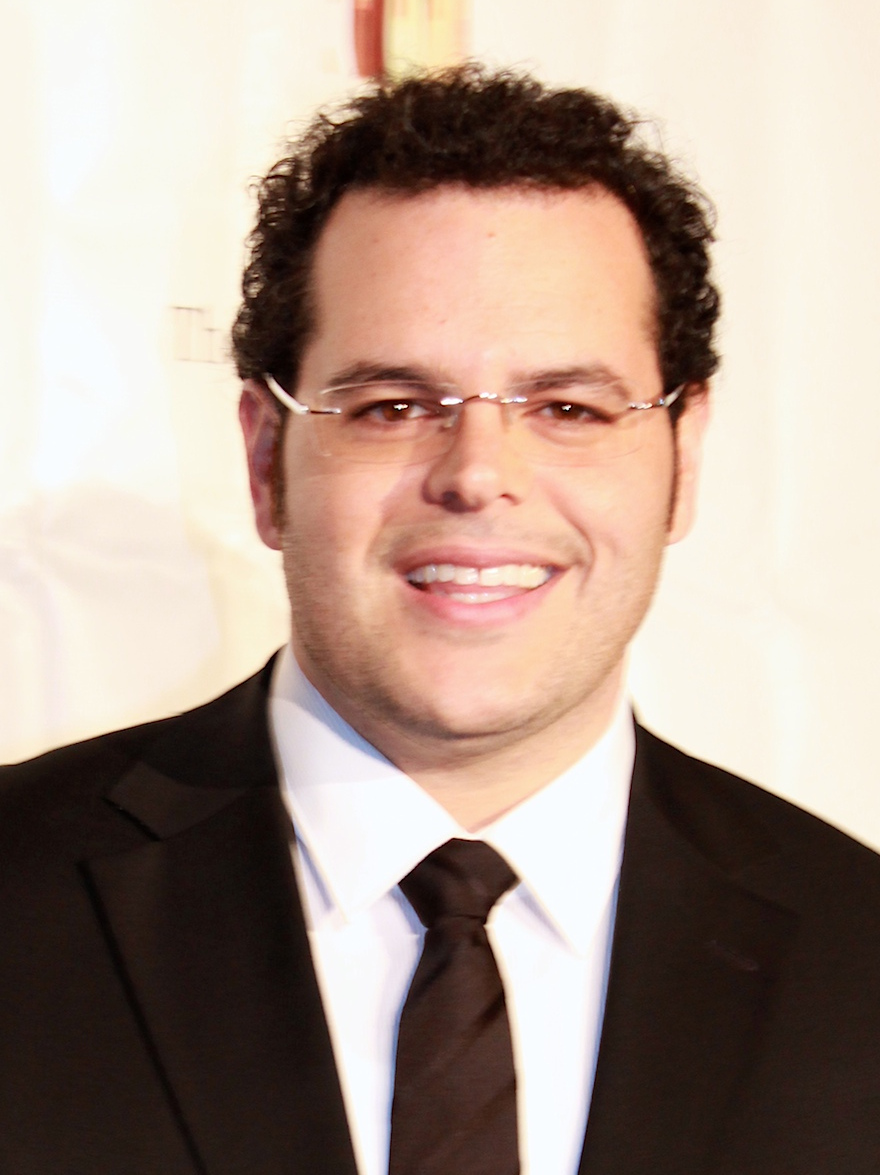
Josh Gad
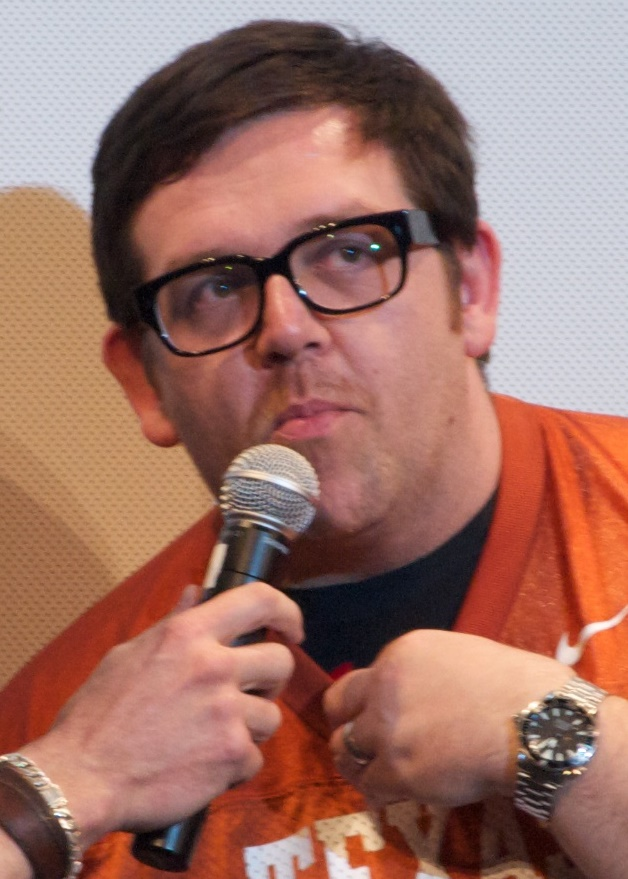
Nick Frost
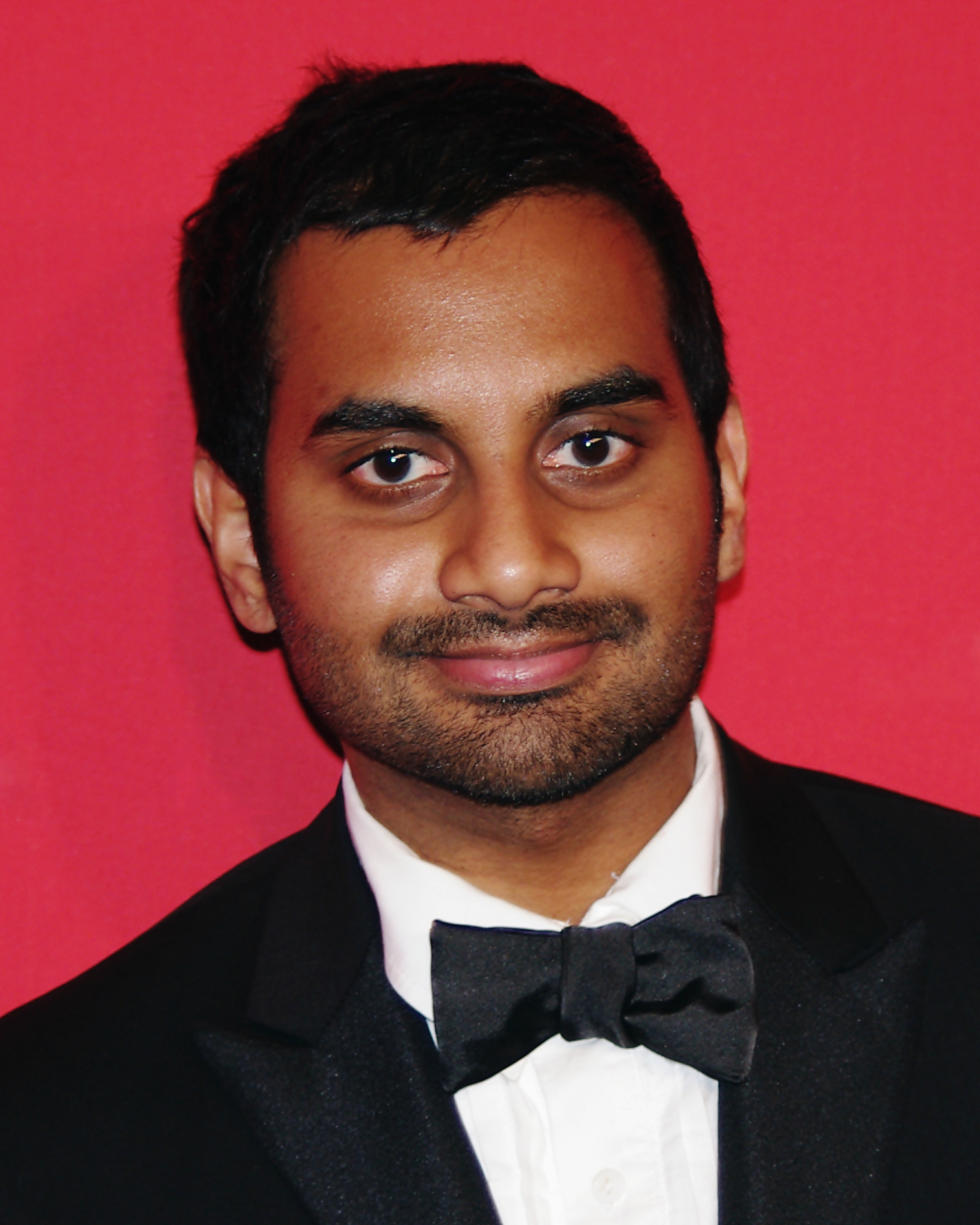
Aziz Ansari
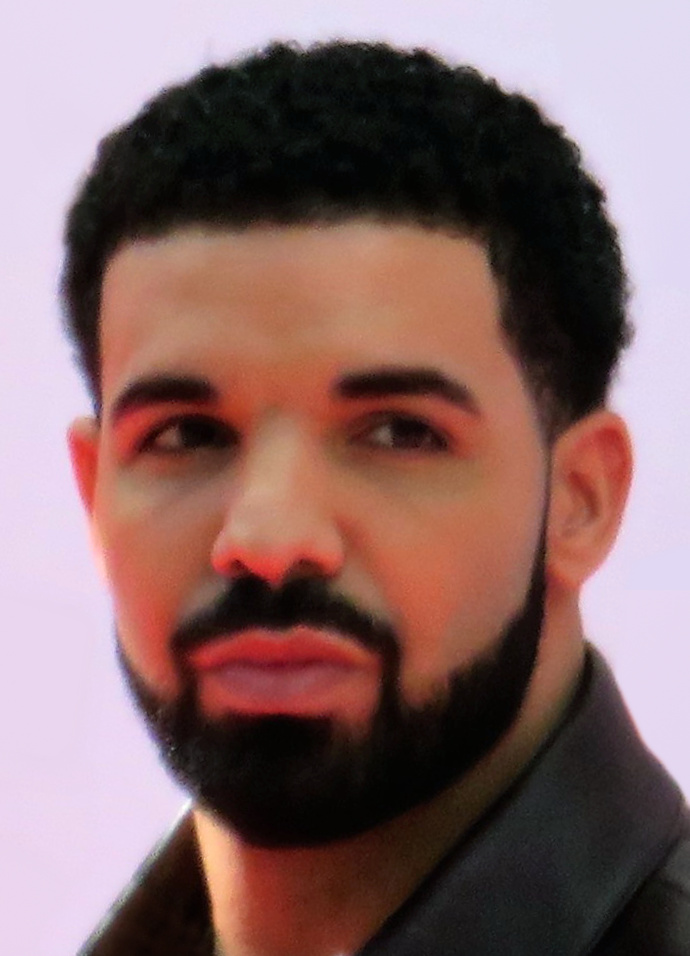
Drake
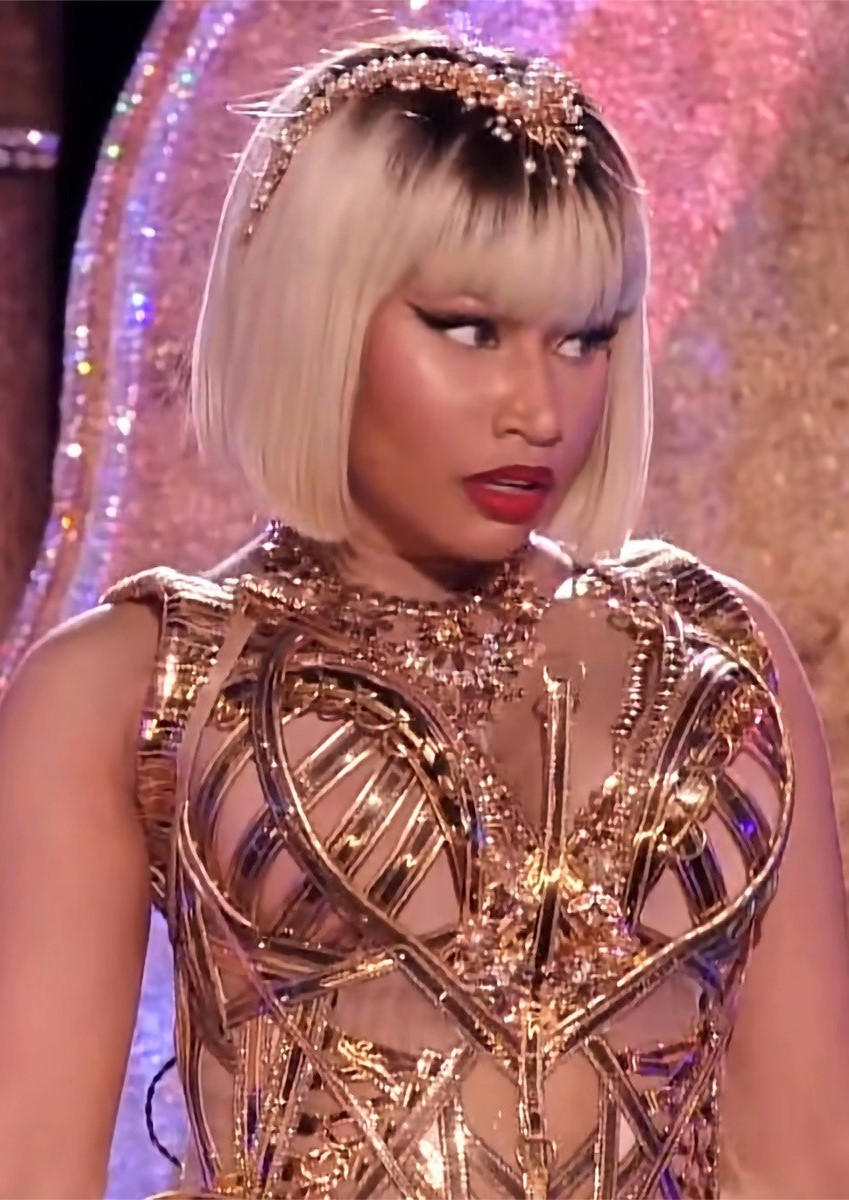
Nicki Minaj
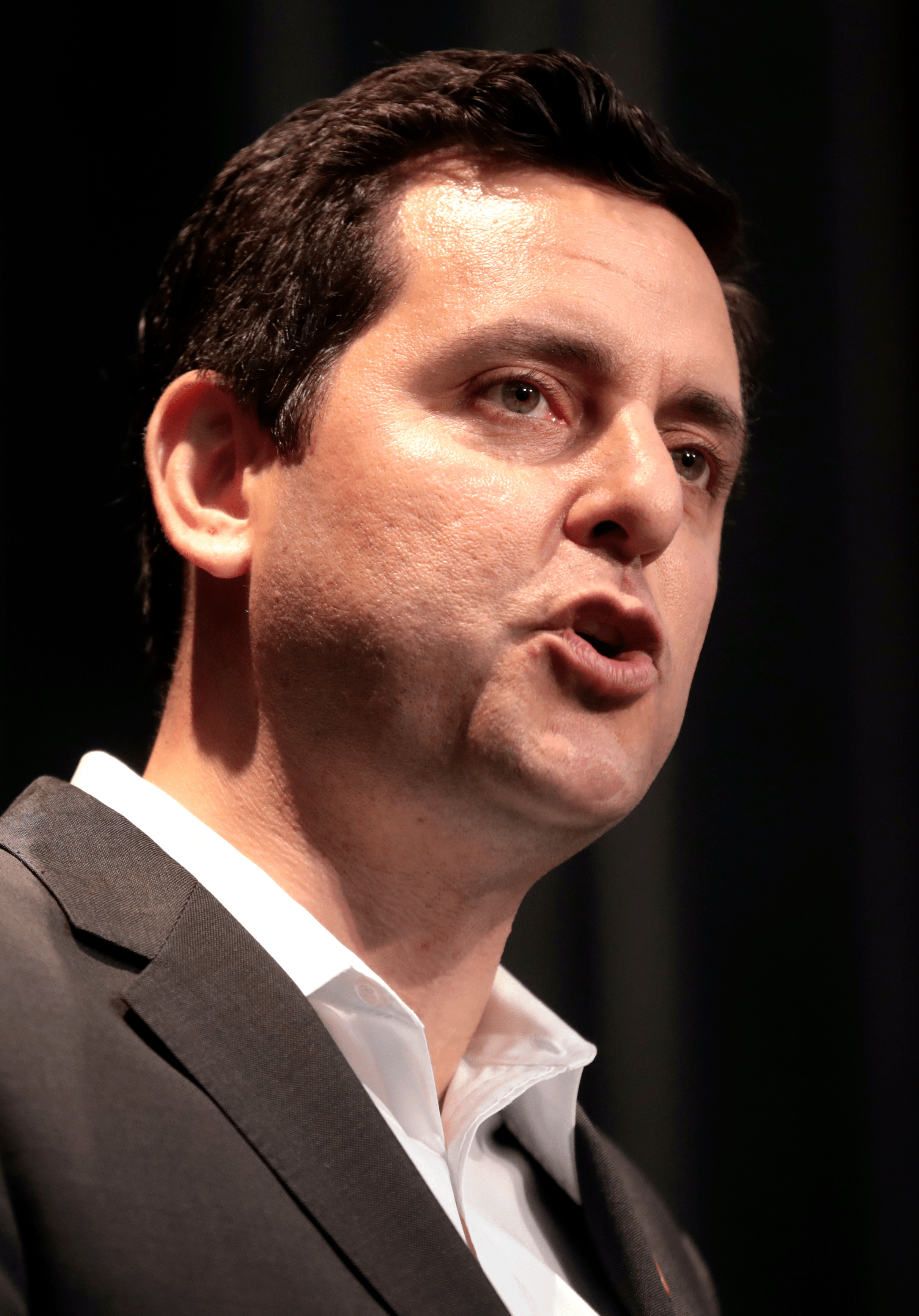
Ben Gleib
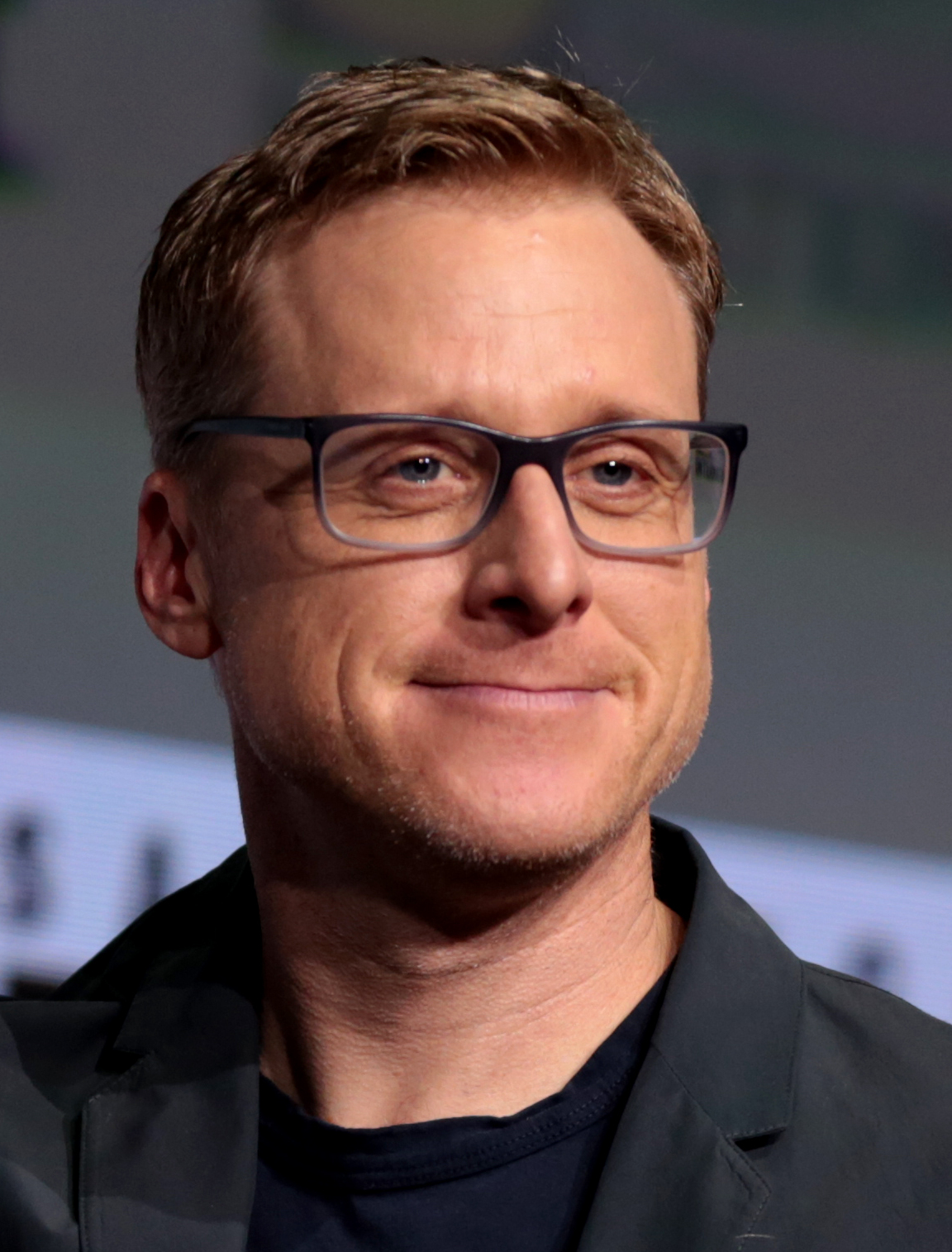
Alan Tudyk
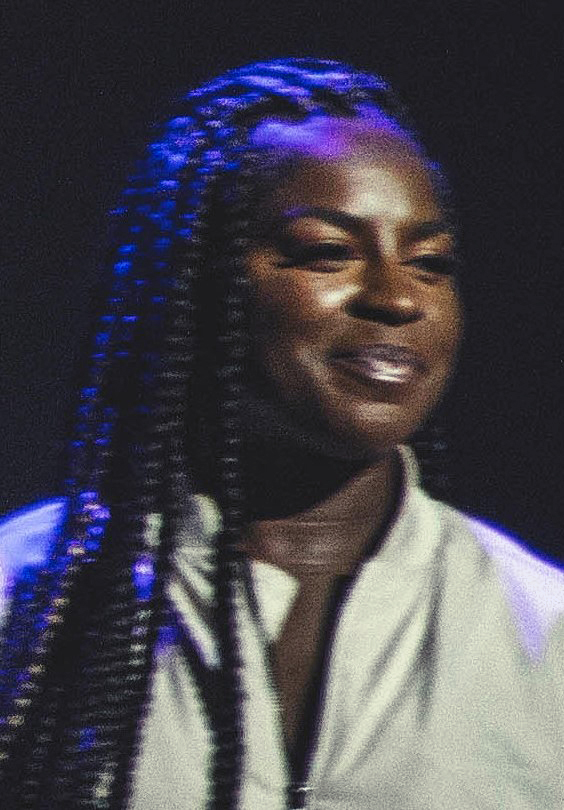
Ester Dean
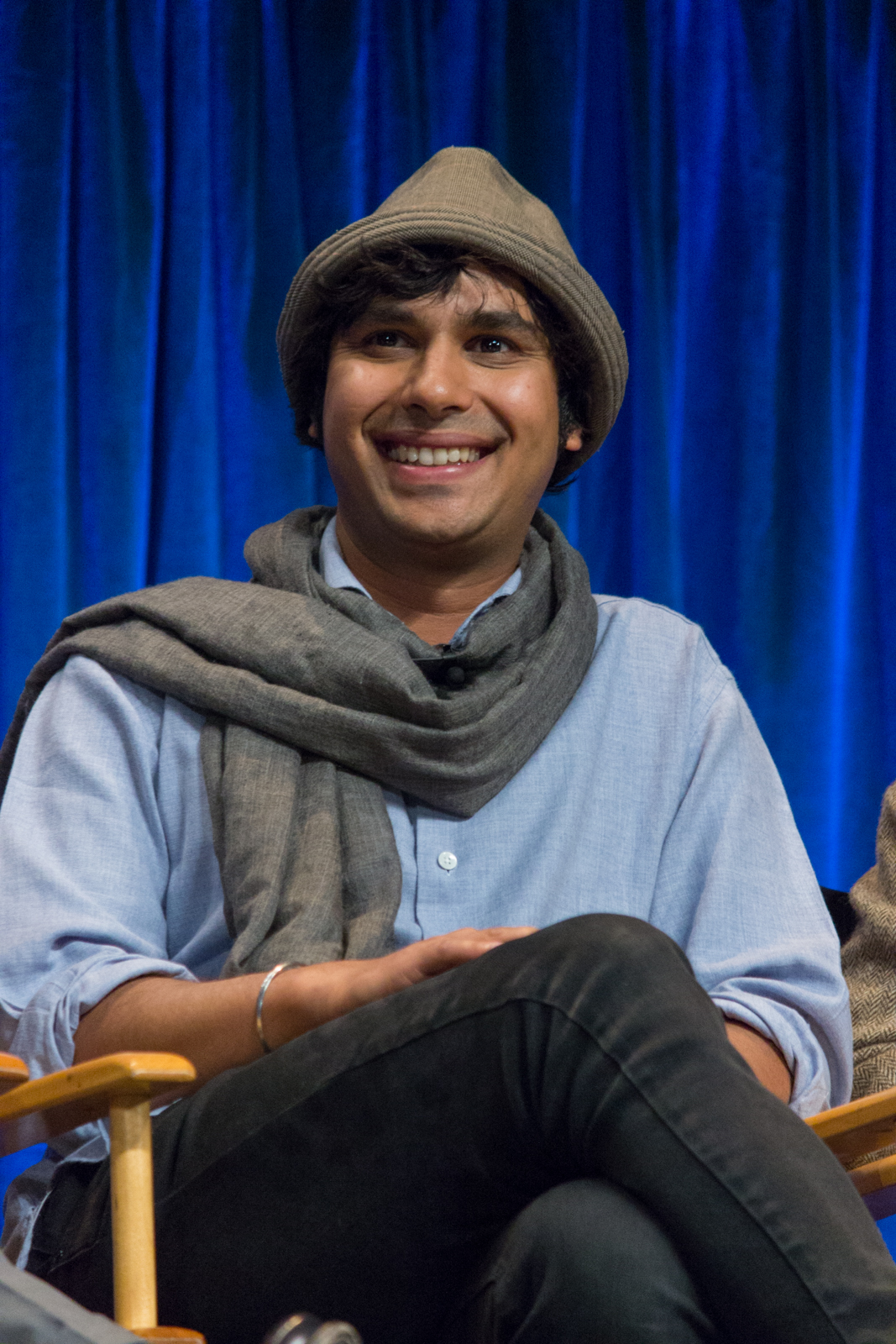
Kunal Nayyar
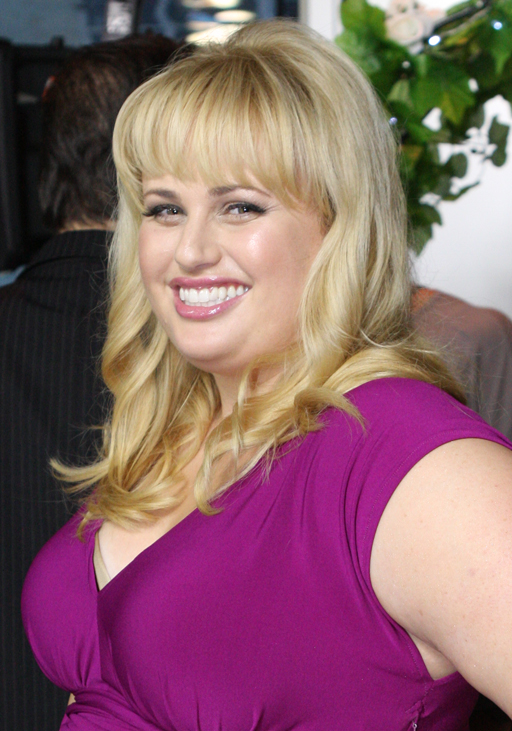
Rebel Wilson
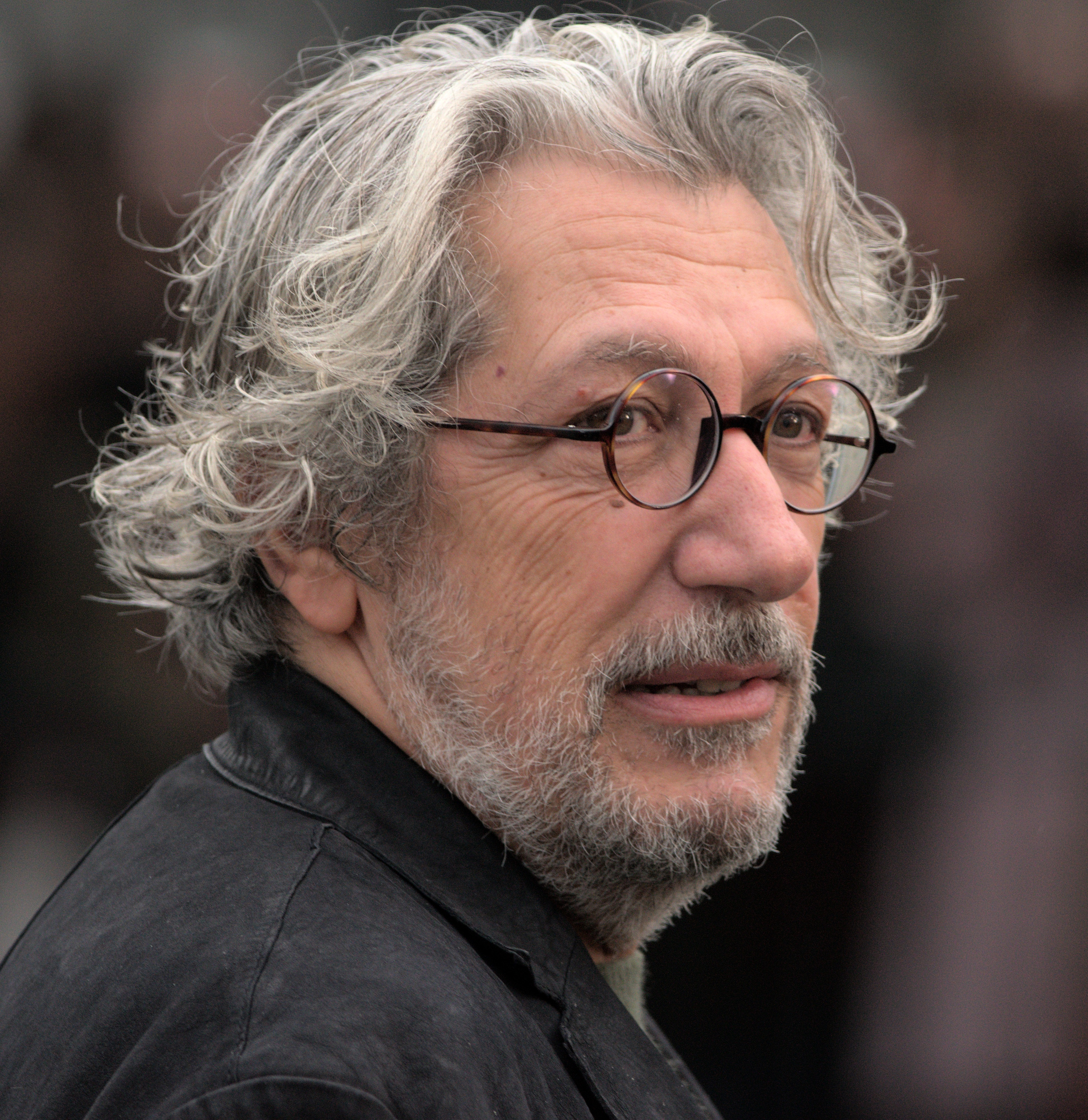
Alain Chabat
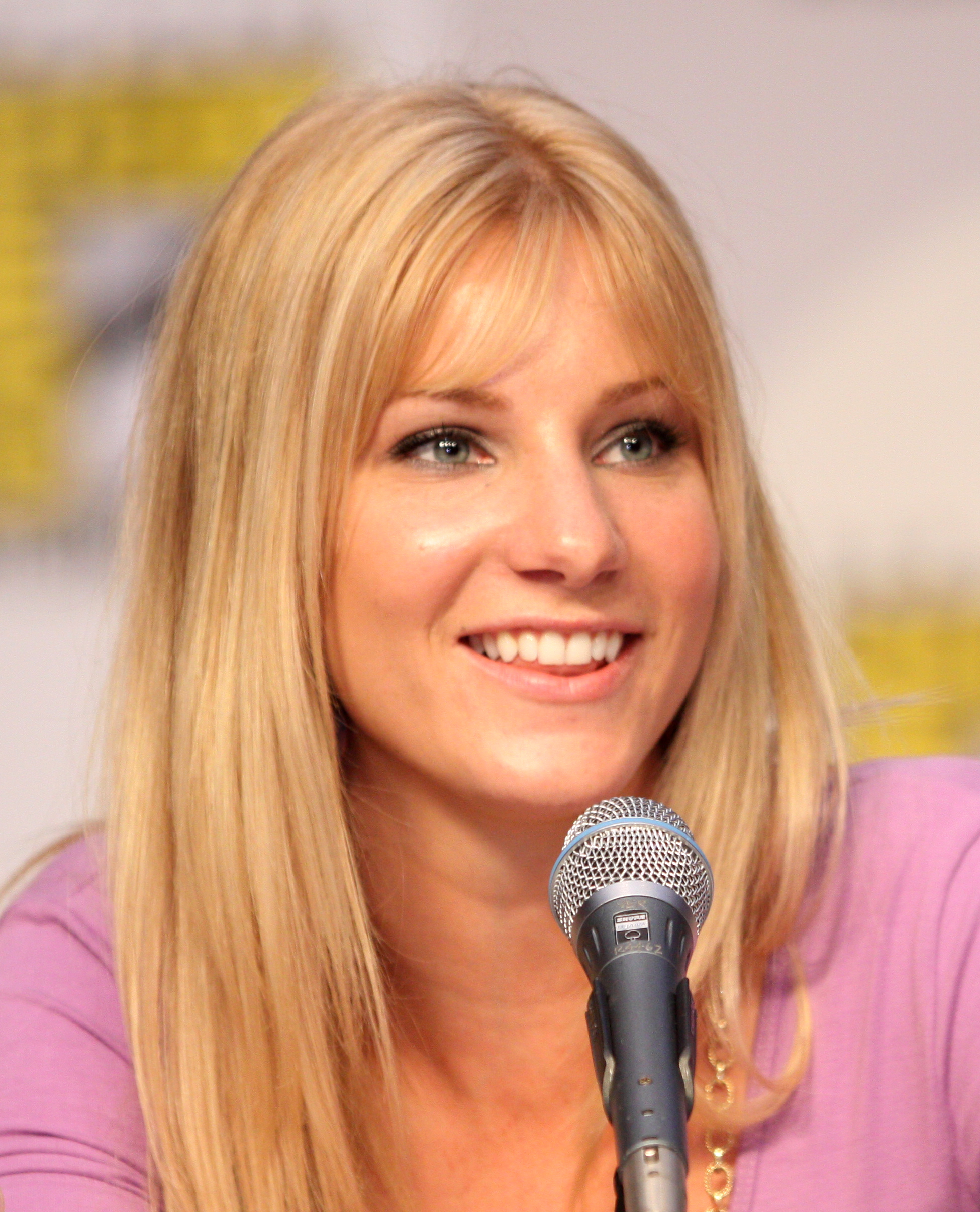
Heather Morris
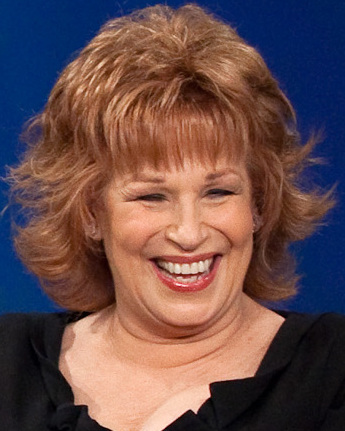
Joy Behar
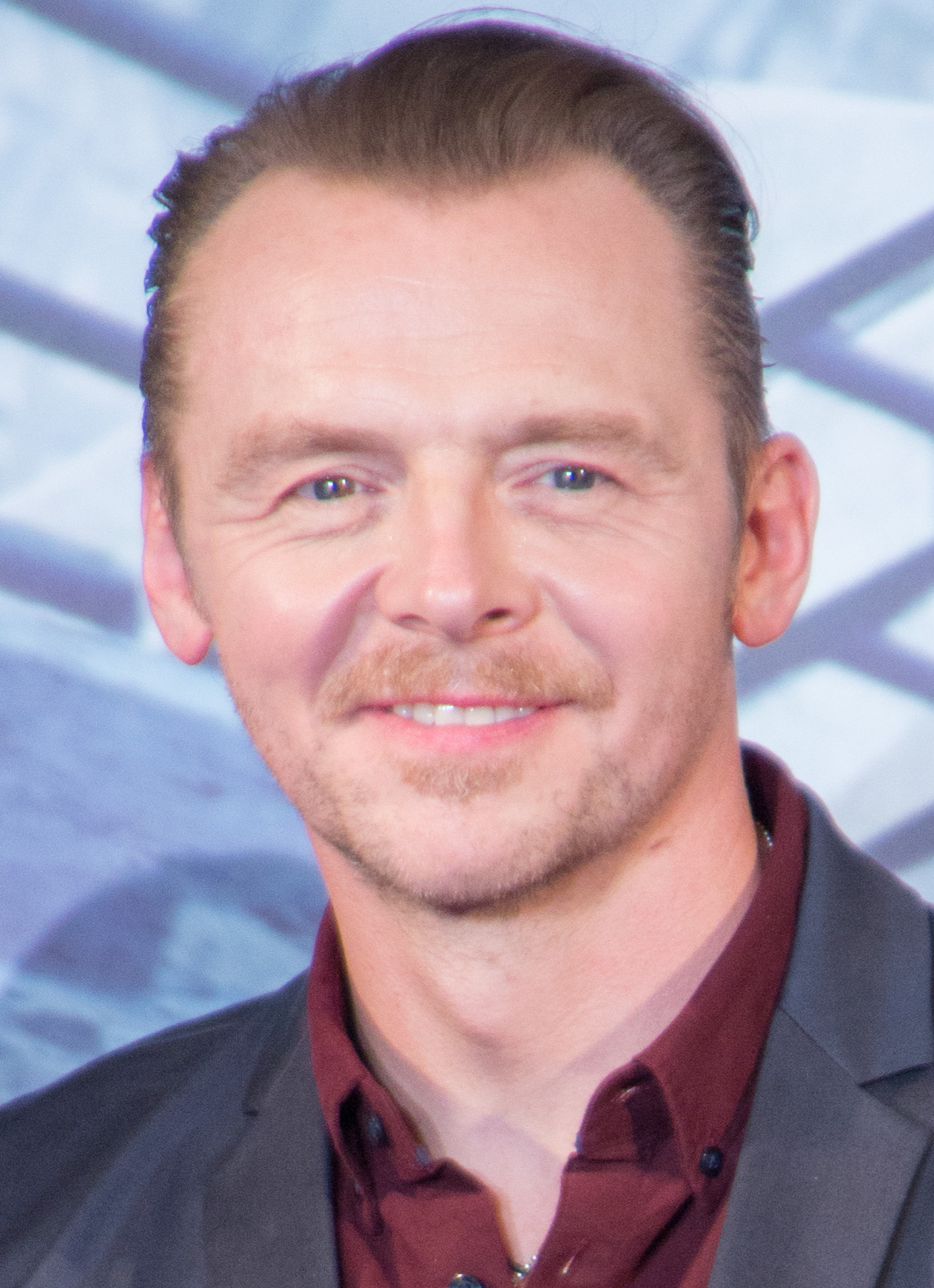
Simon Pegg
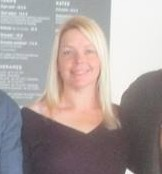
Karen Disher
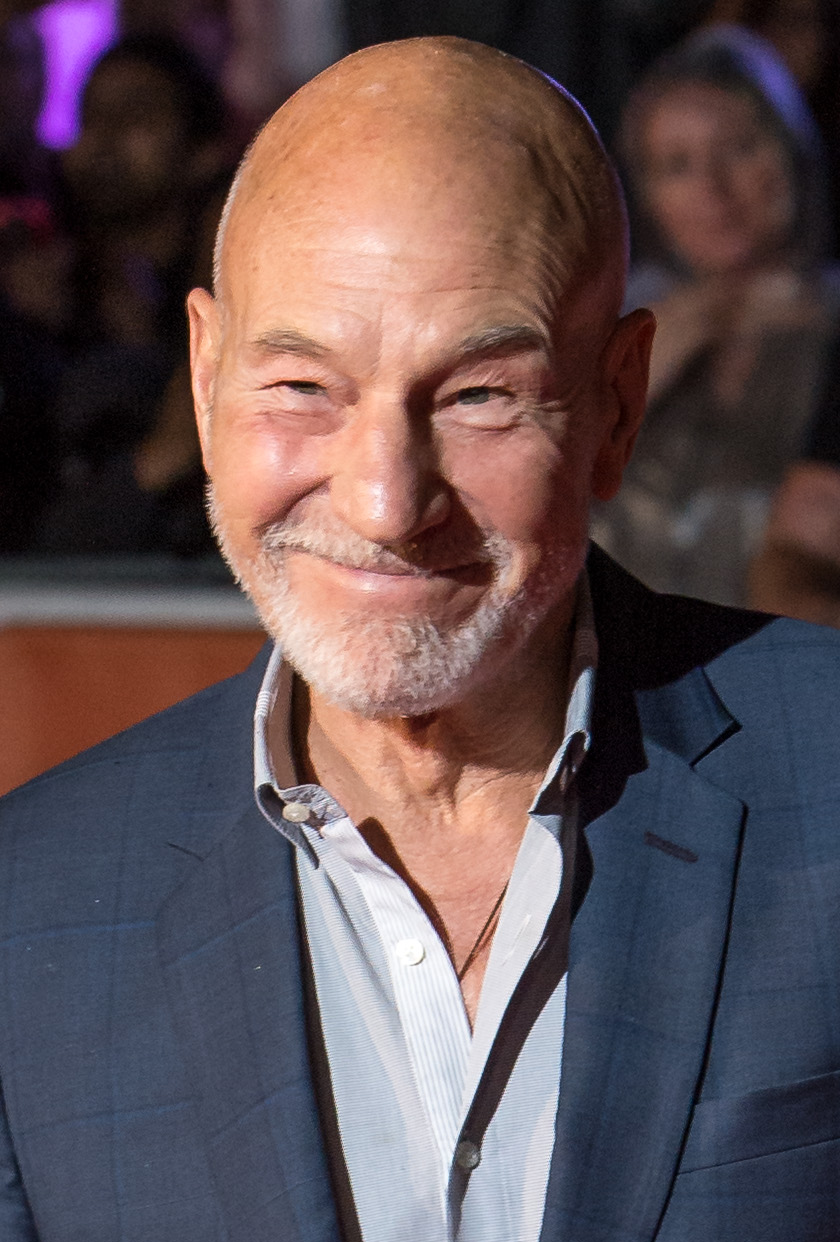
Patrick Stewart

### Voix françaises
- Gérard Lanvin : Manny
- Élie Semoun : Sid
- Vincent Cassel : Diego
- Christophe Dechavanne : Crash
- Alexis Tomassian : Eddie
- Pascal Casanova (voix) et Bruno Magne (chant) : le capitaine Gutt
- Évelyne Grandjean : Mémé, la grand-mère de Sid
- Laura Blanc (voix et chant) : Kira
- Armelle Gallaud : Ellie
- Lisa Caruso : Pêche
- Hervé Grull : Louis
- Michel Elias : Scrat
- Xavier Fagnon : Flynn et le paresseux musclé
- Christophe Lemoine : Squint
- Thibaut Belfodil : Ethan
- Audrey Sablé : Steffie
- Magali Rosenzweig : Meghan et la voix des Sirènes
- Emmanuelle Rivière (voix et chant) : Raz
- Alain Chabat : Silas
- Marc Perez : Gupta
- Jean-Pierre Moulin : Milton, le père de Sid
- Donald Reignoux : Marshall, le petit frère de Sid
- Bernard Métraux : Tonton Fungus, l'oncle de Sid
- Philippe Catoire : Ariscratle
- Karen Disher : Scratina [Note 3].

 Source et légende : version française (VF) sur RS Doublage et selon le carton du doublage français sur le DVD zone 2.

### Nouveaux personnages
- Ethan : Un mammouth adolescent dont Pêche, la fille de Manny et Ellie, est tombée amoureuse.
- Louis : Un molehog (un hérisson préhistorique). Il est le meilleur ami de Pêche, et en est d'ailleurs secrètement amoureux. Il est très peureux et parle d'une petite voix, très douce.
- Mémé : La grand-mère de Sid. Sa famille l'abandonne auprès de Sid au début du film et ce dernier doit alors veiller sur elle, malgré les nombreuses péripéties auxquelles il doit faire face. Très âgée et un peu gâteuse, elle est cependant très vive et affirme qu'elle enterrera tout le monde avant elle. Mais Mémé ne veut point retrouver sa famille.
- Le capitaine Gutt : Un gigantopithèque (un singe préhistorique), chef des pirates, qui s'autoproclame maître des mers. Il navigue avec son équipage à bord d'un iceberg pour piller de la nourriture. Cruel et impitoyable, son intolérance aux échecs lui fait très vite naître le désir absolu de tuer Manny, qu'il hait plus que tout, ainsi que tout ce qui lui est cher.
- Kira : Une tigresse à dents de sabre argentée. Elle est la seconde du capitaine Gutt jusqu'à ce qu'elle soit sauvée par Manny après la destruction du bateau. Elle va devenir la compagne de Diego.
- Squint : Un paléolagus (un lapin préhistorique) qui déteste qu'on le qualifie d'adorable. Pugnace et fulgurant, il est souvent énervé et rien ne lui fait peur.
- Flynn : Un éléphant de mer assez stupide et obèse, faisant partie de l'équipage du capitaine Gutt.
- Raz : Un procoptodon (un kangourou préhistorique) femelle, qui est notamment affecté au lancer de boulets de canon à bord du navire du capitaine Gutt.
- Boris : Un métridiochoerus (un sanglier préhistorique) qui ne parle pas, il ne sait que grogner. Membre des pirates lui aussi, il aide Raz pour bombarder l'ennemi en remplissant les canons pendant que Raz tire.
- Gupta : Un chamitataxus (un blaireau préhistorique) qui sert de drapeau (avec sur son dos l'emblème des pirates) au navire du capitaine Gutt.
- Silas : Un fou à pieds bleus qui sert d'éclaireur de l'équipage du capitaine Gutt.

## Accueil

### Sortie
- Argentine : 26 juin 2012 (première)
- Belgique, Suisse (région de langue française), Costa Rica, France et Suède : 27 juin 2012
- Argentine, Australie, Bolivie, Chili, République Tchèque, Danemark, République Dominicaine, Guatemala, Croatie, Hongrie, Israël, Koweit, México, Malaisie, Nicaragua, Nouvelle-Zélande, Pérou, Philippines, Portugal, Serbie, Russie, Singapour, Slovaquie, Ukraine et Venezuela : 28 juin 2012
- Brésil, Colombie, Équateur, Espagne, Finlande, Honduras, pays, Norvège, Panama, Pakistan, El Salvador, Turquie et Uruguay : 29 juin 2012
- Pays-Bas : 30 juin 2012
- Suisse (région germanophone) et Allemagne : 2 juillet 2012
- Estonie : 4 juillet 2012
- Bosnie Herzégovine, Grèce et Slovénie : 5 juillet 2012
- Lituanie, Macédoine, Pologne et Roumanie : 6 juillet 2012
- Islande : 11 juillet 2012
- Azerbaïdjan, Biélorussie, Hong Kong, Kazakhstan, Porto Rico et Thaïlande : 12 juillet 2012
- Bulgarie, Canada, Royaume-Uni, Taïwan et États-Unis : 13 juillet 2012
- Arménie : 16 juillet 2012
- Cambodge : 19 juillet 2012
- Viêt-Nam : 20 juillet 2012
- Corée du Sud : 26 juillet 2012
- Chine et Inde : 27 juillet 2012
- Suisse (région de langue italienne) et Italie : 28 septembre 2012
- Japon : 7 décembre 2012 (première sur DVD et Blu-ray)

### Accueil critique
Sur l'agrégateur américain Rotten Tomatoes, le film récolte 37 % d'opinions favorables pour 134 critiques. Sur Metacritic, il obtient une note moyenne de 49⁄100 pour 29 critiques.
En France, le film obtient une note moyenne de 3,3⁄5 sur le site Allociné, qui recense 22 titres de presse.
Même si l'on trouve dans le film de l'« humour vif, parodique [et des] gags en rafale », pour Cécile Mury de Télérama « on a déjà tout dit (trois fois) ».

### Box-office
| Pays ou région | Box-office        | Date d'arrêt du box-office | Nombre de semaines |
| -------------- | ----------------- | -------------------------- | ------------------ |
| États-Unis     | 161 321 843 $,    | 7 février 2013             | 30                 |
| France         | 6 588 883 entrées | 20 novembre 2012           | 21                 |
| Monde          | 877 244 782 $     | 25 février 2013            | -                  |

## Analyse